# マヒタラーティベートアドゥンラヤデートウィクロム
マヒタラーティベートアドゥンラヤデートウィクロム＝プラボーロムラーチャチャノック太上王（สมเด็จพระมหิตลาธิเบศรอดุลยเดชวิกรม พระบรมราชชนก、1891年1月1日 - 1929年9月24日）は、チャクリー王朝の王、ラーマ5世（チュラーロンコーン）の息子（69番目の子）で、ラーマ8世（アーナンタマヒドン）およびラーマ9世（プーミポンアドゥンラヤデート）の父親。タイに近代的医療を導入した人物として知られ、「タイの医療の父」と呼ばれる。以下、生前の名前「ソンクラーナカリン」で表記する。

## 伝記
バンコク、王宮で誕生。幼名はマヒドンアドゥンラデート王子（สมเด็จเจ้าฟ้าชายมหิดลอดุลเดช）。王宮内の学校で初等教育を受け、その後ワット・シーラッタナーサーサダーラームにてサーマネーラ（少年僧）となりワット・ボーウォーニウェートで僧院生活を送った。12歳の時に官職名を下賜されソンクラーナカリン王子（สมเด็จเจ้าฟ้ากรมขุนสงขลานครินทร์）と名乗った。その後ドイツに留学して軍事を学び、卒業後はドイツ軍、イギリス軍で実務に就いた。1916年に帰国し、タイ王国海軍の将校に任官。
ソンクラーナカリンは同年シリラート病院にて収容しきれず、病院から放り出され死んだ病人を目の前にして、心を痛め、海軍将校としての勤務そっちのけで同病院で医療行為を行っていた。しかし、当時の院長チャイナートナレートーン王子は、ソンクラーナカリンに対して「あなたは医者ではない」と警告。ソンクラーナカリンはやむなく病院を去るが、ラーマ6世に留学願いを出しアメリカ、ハーヴァード大学へ留学し医学を学んだ。しかし母親の死亡により半年で帰国。1917年に復学。1919年帰国した。
帰国後ソンクラーナカリンはシリラート病院で医学を教える一方で、ロックフェラー財団から奨学金を得て、それを元手に多数の生徒に奨学金を与えてアメリカに留学させた。同じ時期、アメリカ留学中から交際していたシリラート病院の看護婦サンワーンとサラパトゥム宮殿にて結婚した。1921年、公衆衛生学を学ぶために再びハーヴァード大学へ留学。1926年にも再び留学し博士号を取得している。1929年家族ぐるみで帰国するが、帰国中に死を遂げた。死因は肝臓の腫瘍と肺と心臓へ水が溜まったこととされたが、一部で暗殺説もささやかれている。38歳没。小児科学を学ぼうとしていた矢先の死であった。

## 功績
上述したようにタイの医学の発展に尽くし、タイ国内の医療への関心を高め、後々アジアでも有数と言われるタイの医療の基礎を作った。シリラート病院は当時非常に小規模な病院であったが、ソンクラーナカリンの努力でタイ国内最大となった。後にソンクラーナカリンが設立した医師養成のための学校は独立し、医学のタイ国内最高学府、マヒドン大学を生み出した。
1970年にはラーマ9世によって、名前がソンクラーナカリン王子からマヒタラーティベートアドゥンラヤデートウィクロム＝プラボーロムラーチャチャノック太上王へと格上げされている。1991年にはラーマ9世によって誕生100周年が祝われ、プリンス・マヒドール賞が創設され、タイでもっとも際立った人物の一人としてユネスコから賞賛を受けた。